# UBE4A
UBE4A‏ (Ubiquitination factor E4A) هوَ بروتين يُشَفر بواسطة جين UBE4A في الإنسان.